# 그레이스 헬비히
그레이스 헬비히(Grace Helbig, 1985년 9월 27일 ~ )는 미국의 희극 배우, 배우, 유튜버이다. 제3회 스트리미 어워드 올해의 크리에이터상 수상자이다.